# (483002) 2014 QS441
(483002) 2014 QS441 est un objet transneptunien de magnitude absolue 5,6.
Son diamètre est estimé à environ 370 kilomètres.